# Now and Forever: The Best of Xandria
Pour les articles homonymes, voir Now and Forever.
Albums de Xandria
Salomé: The Seventh Veil
(2005)
Now and Forever: The Best of Xandria est une compilation de Xandria qui regroupe une sélection de vingt titres, remasterisés en numérique pour l'occasion, de leurs quatre albums. Un DVD complète le coffret.

## Contenu du CD
1. Now and Forever
2. Ravenheart
3. Kill the Sun
4. In Love with the Darkness
5. Eversleeping
6. Only for the Stars in your Eyes
7. The End of Every Story
8. The Lioness
9. India
10. Save My Life
11. Ginger
12. Firestorm
13. Some Like It Cold
14. Black Flame
15. Like a Rose on the Grave of Love
16. Sisters of the Light
17. Mermaids
18. Drown in Me (bonus)
19. One Word (bonus inédit)
20. Lullaby (bonus)

## Contenu du DVD
- Summer Breeze 2007
- tous les vidéoclips
- L'Histoire et le Futur de Xandria (interview)
- vidéos en coulisses